# Дургенский каньон
Дургенский каньон — находится у северного склона хребта Танну-Оола Тандынского кожууна в местечке окружённом тайгой и лесистыми горами.

## Описание
Дургенский каньон и живописнейший водопад при всей своей таёжной дикости вполне доступны для туристов — до грунтовой дороги несколько сотен метров. Высота ущелья — от 20 до 40 метров в разных местах. Название протекающей по дну каньона быстрой, бурной речки Дурген, местные жители связывают с Чингисханом, отправившимся завоёвывать лесные народы. Дурген — самая красивая река в горах Танну-Ола.